# XIII Corpo de Exército (Alemanha)
O XIII Corpo de Exército (em alemão: XIII. Armeekorps) foi um Corpo de Exército da Alemanha na Segunda Guerra Mundial. Foi formado no dia 1 de outubro de 1937 a partir de parte do Wehrkreis VII, Nuremberg, no recém formado Wehrkreis XIII.
A unidade foi mobilisada no dia 1 de agosto de 1939. No início da Segunda Guerra Mundial participou da Invasão da Polônia, permanecendo em território polonês até o mês de maio de  1940, quando foi então transferido para a Frente Ocidental, onde passou a lutar na Batalha da França. Permaneceu na França até o mês de julho de 1941, sendo então transferido para a Frente Oriental, setor sul, permanecendo nesta área até ser destruído no dia 5 de agosto de 1944, sendo as suas unidades restantes enviadas para o Generalkommandos Großdeutschland.
A unidade foi reformada no dia 8 de janeiro de 1945 passando então a lutar na Frente Ocidental, sendo então destruído em Stuttgart no dia 25 de abril de 1945.

## Comandantes
| Comandante                                                | Data                                            |
| --------------------------------------------------------- | ----------------------------------------------- |
| Generalfeldmarschall Maximilian Reichsfreiherr von Weichs | 1 de setembro de 1939 - 20 de outubro de 1939   |
| Generaloberst Heinrich von Vietinghoff                    | 26 de outubro de 1939 - 25 de outubro de 1940   |
| General der Infanterie Hans Felber                        | 25 de outubro de 1940 - 31 de janeiro de 1942   |
| General der Infanterie Erich Straube                      | 21 de abril de 1942 - 20 de fevereiro de 1943   |
| General der Infanterie Friedrich Siebert                  | 20 de fevereiro de 1943 - 7 de setembro de 1943 |
| General der Infanterie Arthur Hauffe                      | 7 de setembro de 1943 - 25 de abril de 1944     |
| General der Infanterie Johannes Block                     | 25 de abril de 1944 - 5 de junho de 1944        |
| General der Infanterie Arthur Hauffe                      | 5 de junho de 1944 - 22 de julho de 1944        |
| General der Infanterie Hans Felber                        | 6 de dezembro de 1944 - 12 de fevereiro de 1945 |
| Generalleutnant Ralph Graf d'Oriola                       | 12 de fevereiro de 1945 - ? março de 1945       |
| Generalleutnant Max Bork                                  | ? março de 1945 - 15 de abril de 1945           |
| General der Infanterie Walther Hahm                       | 15 de abril de 1945 - 20 de abril de 1945       |
| General der Artillerie Walther Lucht                      | 20 de abril de 1945 - 25 de abril de 1945       |

## Chef des Stabes
| Generalmajor Wilhelm Stemmermann                           | 1 de outubro de 1937 - 5 de fevereiro de 1940    |
| Oberst i.G. Rudolf Hofmann                                 | 6 de fevereiro de 1940 - 27 de outubro de 1941   |
| Oberstleutnant i.G. Heinrich Gäde                          | 3 de novembro de 1941 - 6 de janeiro de 1942     |
| Oberst i.G. Sigismund-Hellmuth Ritter und Edler von Dawans | 6 de janeiro de 1942 - 22 de março de 1942       |
| Oberstleutnant i.G. Herbert Köstlin                        | 22 de março de 1942 - julho de 1942              |
| Oberst i.G. Gerhard Kühne                                  | julho de 1942 - 24 de dezembro de 1942           |
| Oberst i.G. Kaulbach                                       | 24 de dezembro de 1942 - 15 de fevereiro de 1943 |
| Oberst i.G. Zerbel                                         | 16 de fevereiro de 1943 - 20 de março de 1943    |
| Oberst i.G. Karl Körner                                    | 20 de março de 1943 - novembro de 1943           |
| Oberst i.G. Hans-Werner Freiherr von Hammerstein-Gesmold   | novembro de 1943 - 10 de junho de 1944           |
| Oberstleutnant i.G. Uechteritz                             | dezembro de 1944 - 25 de abril de 1945           |

## Oficiais de Operações (Ia)
| Oberstleutnant i.G. Rudolf Hofmann    | 1 de outubro de 1937 - 5 de fevereiro de 1940   |
| Oberstleutnant i.G. Anton Glasl       | 6 de fevereiro de 1940 - 14 de setembro de 1940 |
| Oberstleutnant i.G. Julius von Lynker | 14 de setembro de 1940 - março de 1941          |
| Oberstleutnant i.G. Hans Fromberger   | março de 1941 - fevereiro de 1942               |
| Hauptmann i.G. Rolf Geyer             | março de 1942                                   |
| Major i.G. Friedrich Blickle          | dezembro de 1942 - janeiro de 1943              |
| Major i.G. Wolf-Eberhard Wolfram      | 10 de dezembro de 1943 - 10 de junho de1944     |
| Major i.G. Gäbelein                   | 15 de março de 1945 - maio de 1945              |

## Área de Operações
| Invasão da Polônia                   | setembro de 1939 - maio de 1940  |
| Batalha da França                    | maio de 1940 - junho de 1941     |
| Frente Oriental, setor sul           | junho de 1941 - julho de 1944    |
| Frente Ocidental, Ardenas & Alemanha | dezembro de 1944 - abril de 1945 |

## Serviço de Guerra
| Data                  | Exército           | Grupo de Exército | Lugar                  |
| --------------------- | ------------------ | ----------------- | ---------------------- |
| setembro de 1939      | 8º Exército        | Süd               | Bzura, Warschau        |
| dezembro de 1939      | 16º Exército       | A                 | Trier                  |
| janeiro de 1940       | 16º Exército       | A                 | Trier, Verdun          |
| junho de 1940         | 12º Exército       | A                 | Champagne              |
| julho de 1940         | 9º Exército        | A                 | Norte da França        |
| 19 de julho de 1940   | 16º Exército       | A                 | Niederlande            |
| janeiro de 1941       | 16º Exército       | A                 | Niederlande            |
| março de 1941         | 18º Exército       | B                 | Prússia Oriental       |
| abril de 1941         | 4º Exército        | B                 | Brest-Litowsk          |
| junho de 1941         | 4º Exército        | Mitte             | Bialystok, Minsk       |
| agosto de 1941        | 2º Exército        | Mitte             | Gomel, Kiew, Brjansk   |
| novembro de 1941      | 4º Exército        | Mitte             | Moskau                 |
| janeiro de 1942       | 4º Exército        | Mitte             | Juchnow, Spass-Demensk |
| maio de 1942          | z. Vfg.            | OKH               |                        |
| junho de 1942         | 4º Exército Panzer | Süd               | Bjelgorod, Don         |
| agosto de 1942        | 2º Exército        | B                 | Don, Woronesh          |
| janeiro de 1943       | 2º Exército        | B                 | Don, Woronesh          |
| março de 1943         | 2º Exército        | Mitte             | Sumy                   |
| setembro de 1943      | 4º Exército Panzer | Süd               | Kiew, Shitomir         |
| janeiro de 1944       | 4º Exército Panzer | Süd               | Winniza, Kowel         |
| abril de 1944         | 4º Exército Panzer | Nordukraine       | Brody                  |
| julho de 1944         | 1º Exército Panzer | Nordukraine       | Brody                  |
| Após restabelecimento |                    |                   |                        |
| fevereiro de 1945     | 7º Exército        | B                 | Trier, Hunsrück        |
| abril de 1945         | 1º Exército        | G                 | Main, Thüringen        |
| maio de 1945          | 7º Exército        | Mitte             | Sachsen                |

## Organização
1 de setembro de 1939
10ª Divisão de Infantaria
17ª Divisão de Infantaria
Leibstandarte SS Adolf Hitler
8 de junho de 1940
17ª Divisão de Infantaria
21ª Divisão de Infantaria
160ª Divisão de Infantaria
10 de agosto de 1941
1ª Divisão de Infantaria
162ª Divisão de Infantaria
167ª Divisão de Infantaria
131ª Divisão de Infantaria
17ª Divisão de Infantaria
20 de agosto de 1941
1ª Divisão de Infantaria
260ª Divisão de Infantaria
134ª Divisão de Infantaria (somente 2/3)
131ª Divisão de Infantaria
17ª Divisão de Infantaria
3 de setembro de 1941
134ª Divisão de Infantaria
17ª Divisão de Infantaria
260ª Divisão de Infantaria
2 de outubro de 1941
17ª Divisão de Infantaria
260ª Divisão de Infantaria
2 de janeiro de 1942
2/3 da 52ª Divisão de Infantaria
260ª Divisão de Infantaria
268ª Divisão de Infantaria
14 de junho de 1942
385ª Divisão de Infantaria
11ª Divisão Panzer
82ª Divisão de Infantaria
3 de julho de 1942
385ª Divisão de Infantaria
82ª Divisão de Infantaria
88ª Divisão de Infantaria
27 de julho de 1942
385ª Divisão de Infantaria
82ª Divisão de Infantaria
88ª Divisão de Infantaria
22 de dezembro de 1942
377ª Divisão de Infantaria
340ª Divisão de Infantaria
68ª Divisão de Infantaria
82ª Divisão de Infantaria
7 de julho de 1943
327ª Divisão de Infantaria
340ª Divisão de Infantaria
Restante da 377ª Divisão de Infantaria
82ª Divisão de Infantaria
20 de setembro de 1943
183ª Divisão de Infantaria
340ª Divisão de Infantaria
208ª Divisão de Infantaria
26 de dezembro de 1943
68ª Divisão de Infantaria
Gruppe 213. Sicherungs-Division
340ª Divisão de Infantaria
Kampfgruppe 208ª Divisão de Infantaria
Kampfgruppe 7ª Divisão Panzer
Após restabelecimento
1 de março de 1945
79. Volksgrenadier Division
Restante da 276. Volksgrenadier Division
2ª Divisão Panzer
352. Volksgrenadier Division
Restante da 9. Volksgrenadier Division